# Klein Rönnau
Klein Rönnau o en baix alemany Lütt Rönnau és un municipi del Districte de Segeberg a l'Estat federat alemany de Slesvig-Holstein. Fa part de la mancomunitat
Trave-Land. El 2016 tenia 1600 habitants. Fa part del parc natural de l'anomenada «Suiça holsteiniana» (Naturpark Holsteinische Schweiz). El Trave i tres llacs (Grosser Segeberger See, Ihlsee i Klüthsee) contribueixen a l'encant turístic. És un poble dormitori per a la ciutat veïna de Bad Segeberg.

## Llocs d'interès
- El Molí d'aigua de Klein Rönnau, molí funcional i la casa del moliner, monuments llistats i típics edificis d'entramat de fusta[2]
- El càmping Klüthseecamp Seeblick